# Nuoto ai campionati europei di nuoto 2016 - Staffetta 4x100 metri stile libero femminile
La staffetta 4x100 metri stile libero femminile degli Europei 2016 si è svolta il 16 maggio 2016. Le batterie si sono svolte la mattina, mentre la finale si è svolta la sera dello stesso giorno.

## Medaglie
| Posizione | Oro                                                                                       | Argento                                                                            | Bronzo                                                                          |
| --------- | ----------------------------------------------------------------------------------------- | ---------------------------------------------------------------------------------- | ------------------------------------------------------------------------------- |
| Paese     | Paesi Bassi                                                                               | Italia                                                                             | Svezia                                                                          |
| Atleti    | Maud Van Der Meer Femke Heemskerk Marrit Steenbergen Ranomi Kromowidjojo Esmee Vermeulen* | Silvia Di Pietro Erika Ferraioli Aglaia Pezzato Federica Pellegrini Laura Letrari* | Sarah Sjoestroem Ida Marko-Varga Ida Lindborg Louise Hansson Nathalie Lindborg* |

Gli asterischi indicano le nuotatrici che hanno gareggiato soltanto in batteria ma hanno ugualmente conquistato la medaglia.

## Record
Prima della manifestazione il record del mondo (RM), il record europeo (EU) ed il record dei campionati (RC)   erano i seguenti.
| Record mondiale       | 3'30"98 | Australia   | 24 luglio 2014 Glasgow, Regno Unito  |
| Record europeo        | 3'31"72 | Paesi Bassi | 26 luglio 2009 Roma, Italia          |
| Record dei campionati | 3'33"62 | Paesi Bassi | 18 marzo 2008 Eindhoven, Paesi Bassi |

Durante la competizione non sono stati migliorati record.

## Risultati

### Batterie
Le batterie sono state disputate alle 11.56 ora locale.
| Pos. | Batteria | Corsia | Nazione     | Nuotatrici | Tempo   | Note |
| ---- | -------- | ------ | ----------- | --- | ------- | ---- |
| 1    | 1        | 1      | Paesi Bassi | Maud Van Der Meer (54"55) Marrit Steenbergen (54"49) Esmee Vermeulen (54"85) Femke Heemskerk (54"69)                    | 3'38"58 |      |
| 2    | 2        | 5      | Italia      | Erika Ferraioli (54"85) Aglaia Pezzato(54"91) Laura Letrari (55"27) Federica Pellegrini (54"18)                         | 3'39"21 |      |
| 3    | 2        | 6      | Danimarca   | Mie Nielsen (54"47) Julie Kepp Jensen(55"94) Sarah Bro (55"29) Pernille Blume (53"68)                                   | 3'39"38 |      |
| 4    | 2        | 7      | Francia     | Mathilde Cini 55"18 Cloe Hache 54"95 Anna Santamans 55"17 Marie Wattel 55"96                                            | 3'41"26 |      |
| 5    | 2        | 2      | Spagna      | Fatima Gallardo Carapeto 55"90 Marta Gonzales Crivillers 54"96 Lidon Munoz Del Campo 55"92 Patricia Castro Ortega 54"79 | 3'41"57 |      |
| 6    | 1        | 6      | Svizzera    | Maria Ugolkova 55"52 Sasha Touretski 56"23 Danielle Carmen Villars 55"33 Noemi Girardet 55"02                           | 3'42"10 |      |
| 7    | 2        | 4      | Finlandia   | Fanny Teijonsalo 56"39 Hanna-Maria Sappala 55"83 Lotta Nevalainen 55"96 Mimosa Jallow 54"98                             | 3'43"16 |      |
| 8    | 2        | 1      | Svezia      | Louise Hansson 56"10 Ida Marko-Varga 54"98 Ida Lindborg 55"57 Nathalie Lindborg 56"60                                   | 3'43"25 |      |
| 9    | 1        | 4      | Regno Unito | Harriet Cooper 55"45 Georgia Coates 56"30 Elanor Faulkner56"40 Lucy Hope 55"52                                          | 3'43"67 |      |
| 10   | 2        | 3      | Austria     | Brigit Koschischek 55"58 Lisa Zaiser 56"12 Lena Kreundl 55"77 Jilia Kukla 56"70                                         | 3'44"17 |      |
| 11   | 1        | 5      | Belgio      | Kinderly Buys 56"02 Juliette Dumont 56"39 Juliette Casini 56"15 Lotte Goris 55"66                                       | 3'44"22 |      |
| 12   | 1        | 7      | Turchia     | Ilknur Nihan Cakici 57"30 Esra Kuebra Kacmaz 56"56 Gizem Buzkurt 57"83 Ekaterina Avramova 57"14                         | 3'48"83 |      |
| 13   | 1        | 2      | Estonia     | Kertu Ly Alnek 56"97 Tess Grossmann 57"34 Margaret Markvardt 58"13 Alina Kendzior 58"46                                 | 3'50"90 |      |
| 14   | 2        | 8      | San Marino  | Elisa Bernardi 1'00"60 Elena Giovannini 59"94 Martina Ceccaroni 59"92 Sara Lettoli 59"26                                | 3'59"72 |      |
| -    | 1        | 3      | Israele     | Keren Siebner Zohar Shikler Amit Ivri Ancrea Murez                                                                      | DSQ     | DSQ  |

### Finale
La finale è stata disputata alle 19.18 ora locale.
| Pos. | Corsia | Nazione     | Nuotatori | Tempo   | Note |
| ---- | ------ | ----------- | --- | ------- | ---- |
|      | 4      | Paesi Bassi | Maud Van Der Meer (54"68) Femke Heemskerk (52"80) Marrit Steenbergen (53"82) Ranomi Kromowidjojo (52"50)                        | 3'33"80 |      |
|      | 5      | Italia      | Silvia Di Pietro (55"00) Erika Ferraioli (54"18) Aglaia Pezzato (55"04) Federica Pellegrini (53"46)                             | 3'37"68 |      |
|      | 8      | Svezia      | Sarah Sjoestroem (53"48) Ida Marko-Varga (54"90) Ida Lindborg (54"45) Louise Hansson (55"01)                                    | 3'37"84 |      |
| 4    | 6      | Francia     | Mathilde Cini (54"82) Cloe Hache (55"08) Anna Santamans (54"66) Charlotte Bonnet (53"73)                                        | 3'38"29 |      |
| 5    | 3      | Danimarca   | Pernille Blume (54"26) Julie Kepp Jensen (55"87) Sarah Bro (55"53) Mie Nielsen (53"91)                                          | 3'39"57 |      |
| 6    | 2      | Spagna      | Fatima Gallardo Carapeto (55"33) Marta Gonzales Crivillers (54"52) Patricia Castro Ortega (54"92) Lidon Munoz Del Campo (55"87) | 3'40"64 |      |
| 7    | 7      | Svizzera    | Maria Ugolkova (55"07) Sasha Touretski (56"45) Danielle Carmen Villars (55"06) Noemi Girardet (55"18)                           | 3'41"76 |      |
| 8    | 1      | Finlandia   | Fanny Teijonsalo (56"64) Hanna-Maria Sappala (55"91) Lotta Nevalainen (55"78) Mimosa Jallow (54"90)                             | 3'43"23 |      |